# Linnaemya multisetosa
Linnaemya multisetosa là một loài ruồi trong họ Tachinidae.